# Warchalking

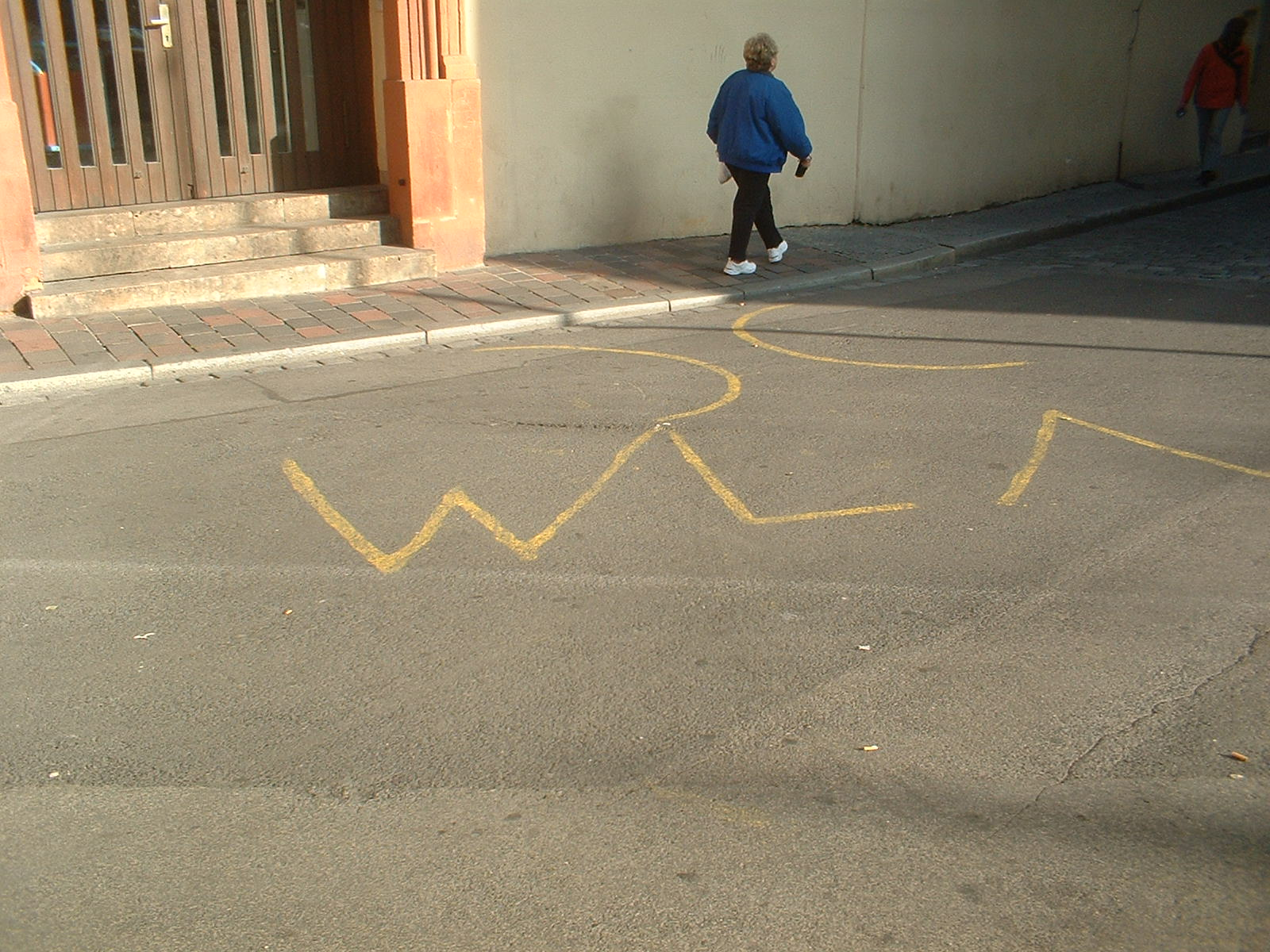
Warchalkingtecken på en gata i Bamberg. Öppet WLAN.

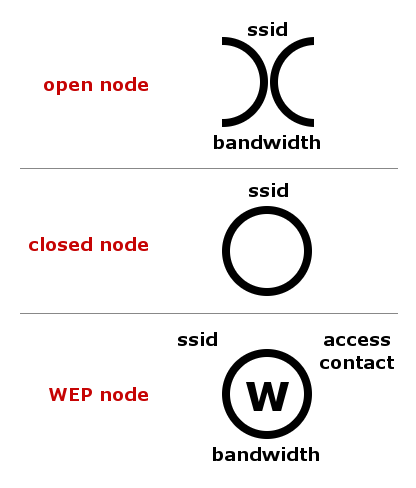
Warchalkingsymboler. Öppet nät, stängt nät respektive WEP

Warchalking är en variant av war walking och war driving som går ut på att man markerar trottoaren där man hittar trådlösa nät med en krita (eng. chalk). Inspirationen kommer från gamla tiders luffare, som märkte ut frikostiga eller snåla hushåll med speciella symboler inristade i portstolparna till husen. Idén lanserades i juni 2002 på webbplatsen warchalking.org. Warchalking är till stor del en idé som i mycket begränsad omfattning vunnit praktiskt genomslag. Det är vanligare numera (2009) att de som söker upp öppna trådlösa nätverk markerar dessa med geo-taggning och anger koordinaterna på sin webbplats. När Warchalking började fanns det få platser där det gick att koppla upp sig trådlöst och det var svårt för internetanvändare på resande fot att få den information de var vana vid att ha access till. Numera har det inte så stor praktisk betydelse utan är mer en hobby för dem som ändå rör sig i de aktuella miljöerna. Dagens accesspunkter i storstäder och tillgången till internet via mobiltelefoner har gjort letandet efter hotspots till en lek istället för en nödvändighet.
De två vanligaste markeringarna är )( och () som betyder öppet respektive stängt nät. Annan information, som till exempel Domännamnssystemetdomän och bandbredd, skrivs över eller under markeringen.

## Media
- 17 dec 2002 (01:51), en artikel i New York Times med länktips från Glenn Fleishmans 802.11b Networking News: Warchalking är av årets stora idéer enligt New York Times.
- 22 sept 2002, dagens serie från User Friendly beskriver ett sätt alternativt sätt att bråka med Saddam Hussein
- 3 juli 2002, en artikel i BusinessWeek skriver om Warchalking.